# Conquista de Honduras
El territorio que comprende la República de Honduras, uno de los cinco estados de la América Central, fue reclamado en 1502 por el rey de España tras la llegada de Cristóbal Colón en su cuarto y último viaje al Nuevo Mundo. En marzo de 1524, Gil González Dávila se convirtió en el primer español en arribar a Honduras con propósitos de conquista. Fundó la villa de San Gil de Buena Vista y se internó en territorio hondureño pacificando a los indios, luchando contra los españoles que le disputaban el territorio, así como también; esperanzado en encontrar el desaguadero del lago de Nicaragua.
Luego, Hernán Cortés movido por los informes que había recibido sobre la gran riqueza del país, envió dos expediciones; una por tierra y otra por mar. Encargó la primera a Pedro de Alvarado y la segunda a Cristóbal de Olid. Pero este último, le traicionó. Por este motivo, Cortés salió de México, a la cabeza de una expedición que duró cerca de dos años y terminó, tras miles de peligros y privaciones, en Trujillo. Al llegar a Honduras, Cortés introdujo el ganado y fundó la ciudad de Natividad de Nuestra Señora, cerca de Puerto Caballos. El 25 de abril de 1526, antes de regresar a México, Cortés, nombró a Hernando de Saavedra, gobernador de Honduras y dejó instrucciones de darles buen trato a los indígenas.
El 26 de octubre de 1526, Diego López de Salcedo, fue nombrado por el emperador como gobernador de Honduras, en substitución de Saavedra. La siguiente década estuvo marcada por las ambiciones personales de los gobernantes y los conquistadores interfiriendo con la organización gubernamental. Los colonos españoles se rebelaron en contra de sus líderes, y los indios se rebelaron contra sus patrones, y contra los malos tratos. Salcedo, en procura de enriquecerse, tuvo serios enfrentamientos con Pedrarias, gobernador de Castilla del Oro, quien por su lado, deseaba a Honduras como parte de sus dominios. En 1528 Pedrarias, arrestó a Salcedo y le obligó a ceder parte del territorio hondureño, pero el emperador rechazó el acuerdo.
Luego de la muerte de Salcedo en 1530, los colonos se convirtieron en árbitros del poder. Ponían y sacaban gobernadores. Ante esta situación, los colonos solicitaron a Pedro de Alvarado poner fin a la anarquía. Con la llegada de Alvarado en 1536, el caos disminuyó, y la región quedó bajo autoridad. En 1537, Francisco de Montejo fue nombrado gobernador. Al llegar a Honduras, anuló las reparticiones de tierras hechas por Alvarado. Su capitán, Alonso de Cáceres, fue el responsable de sofocar la revuelta india de 1537 y 1538, dirigido por el cacique Lempira. En 1539 Montejo y Alvarado tuvieron serios desacuerdos sobre la región lo cual, llamó la atención de la Consejo de Indias. Montejo se fue a Chiapas, y Alvarado se convirtió en gobernador de Honduras.

## Descubrimiento

Cuarto viaje de Colón.

El 9 de mayo de 1502, Cristóbal Colón, salió desde el puerto de Cádiz 
con cuatro carabelas, 150 hombres, rumbo a América. Al Almirante, le acompañaron en este viaje, su hermano Bartolo y su hijo Fernando de trece años de edad. El 15 de junio arribó en Martinica. El 20 de junio de ese mismo año, Colón y su tripulación se aproximaron a la isla de la Española con el objeto de trocar una de sus naves averiadas por una útil, para así continuar, con sus viajes de descubrimiento. Sin embargo, el gobernador Nicolás de Ovando no le permitió llegar a puerto, por lo que el almirante y su gente, quedaron a merced de alguna terrible tempestad. Luego de este acontecimiento, Cristóbal Colón navegó por la costa meridional de Jamaica. 
Después exploró la costa de Darién, hasta llegar a la isla de Guanaja a la que llamó de Isla de los Pinos, a 40 leguas de Yucatán. Al estar fondeado cerca de esta isla, llegó una canoa tripulada por 25 indios de Yucatán. En la carga de frutas que llevaban, vieron por primera vez los españoles el cacao. Además, Colón notó, que los habitantes de Guanaja, eran más civilizados que los de las Antillas.
El 14 de agosto de ese mismo año, desembarcó Colón en el cabo Caxinas, hoy Trujillo.
Esta fue la primera ocasión en la cual, Cristóbal Colón pisó tierra firme. Tomó posesión de este lugar en nombre de los reyes de España. Descendiendo después hacia el sur, reconoció toda la costa de América Central donde descubrió las comarcas que se llaman Mosquitos, Nicaragua y Costa Rica. Siguió su ruta hasta llegar a Colombia.

### Origen del nombre «Honduras»

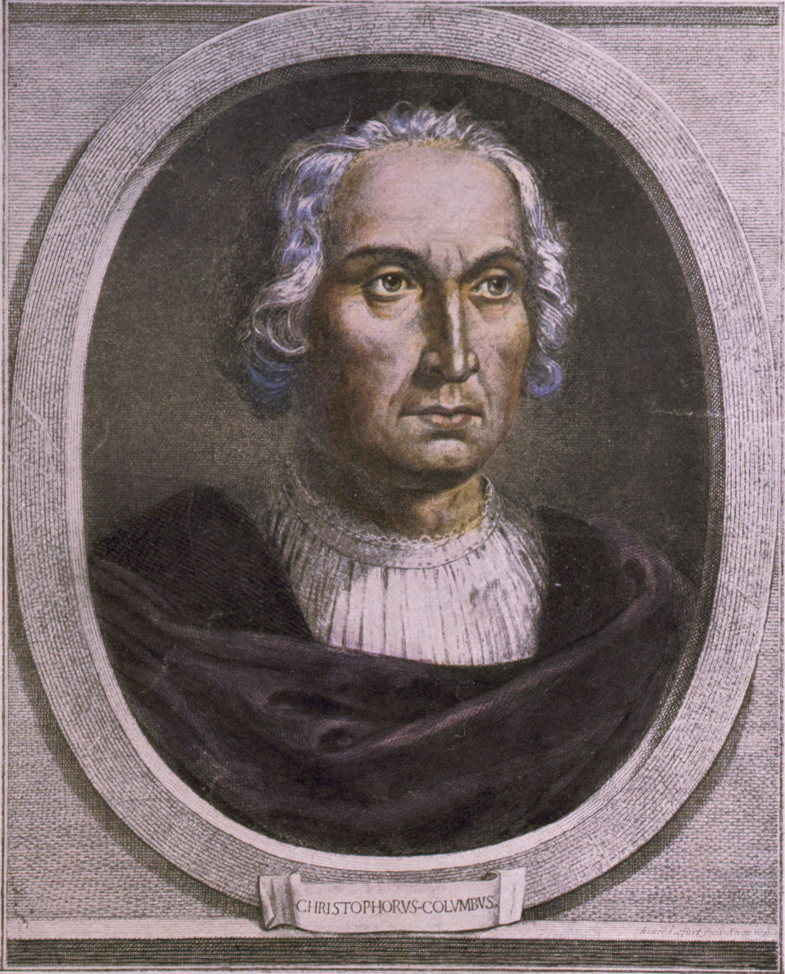
Cristóbal Colón descubrió Honduras en 1502 celebrando ahí la primera misa en suelo continental.

De acuerdo al historiador Robustiano Vera, debe Honduras su nombre a las honduras o fondos, que los primeros pilotos hallaron en sus costas y porque al abandonarlas exclamaron: "¡líbrenos Dios de estas honduras!" Antes, el territorio hondureño era conocido como Hibueras o Higueras. Algunos españoles llegaron a llamarla 'Nueva Extremadura'. 
En 1858, el arqueólogo norteamericano, Ephraim George Squier en su libro Los Estados de América Central relata que Hernán Cortés, inspirado en las noticias recibidas acerca de la existencia "de los reinos vastos y poblados al sur del imperio de Moctezuma... emprendió una expedición a Honduras, que en ese momento era llamado Hibueras o Higueras."
Asimismo, el geográfo francés Elisée Reclus en 1891, asegura que el nombre de Honduras, data de los tiempos del descubrimiento. Según Reclus, Colón en 1502 corrió grandes riesgos, cuando navegó entre los cabos Caxinas y Gracias a Dios. Sin embargo, el francés asegura que "el nombre actual de Honduras fue dado a la costa no por Colón, sino por Bartolomé de las Casas, que en su descubrimiento de las Indias Occidentales por los españoles, habla de la tierra de "Hondure", como si ese nombre era de origen indio". Veinte años más tarde, en la famosa expedición hecha por Hernán Cortés a través de Yucatán, el territorio hondureño, era conocido por los españoles con el nombre de Hibueras o Higueras, y también había sido llamado "Nueva Extremadura".
En su libro, Lecturas para Comprender la Historia de Honduras (2008), el doctor Rolando Zelaya y Ferrera, un prominente historiador y catedrático hondureño, basado en los estudios de Salomón Sagastume, indica que es muy probable que los primeros en usar el nombre de Honduras hayan sido Juan Días de Solís y Vicente Yáñez, quienes acompañaron al Almirante Colón en sus primeros viajes y que en 1508 decidieron explorar por su cuenta. Al parecer, el Almirante Colón nunca mencionó el nombre de Honduras en sus reportes y diarios, es su hijo Hernando Colón, quien también lo acompañó en sus viajes, el que describe en una biografía sobre su padre como Solís y Yáñez nombran Honduras a lo que ya se conocía como Cabo de Gracias a Dios y Punta Caxinas, durante sus viajes de 1508. En muchas disertaciones públicas, así como en su libro, Rolando Zelaya argumenta que probablemente Solís y Yáñez hayan llamado erróneamente Honduras a las fonduras de las largas playas del Caribe hondureño, buenas para el proceso de navegación conocido como “fondear” que consiste en acercar una embarcación a la costa tanto como sea posible sin encallar, de manera que los tripulantes puedan salir caminando sin necesidad de embarcaciones más pequeñas. Estas características de la costa atlántica hondureña han sido demostradas a través de varios estudios geográfico-marítimos que soportan esta teoría; sin embargo, no existe más evidencia que sustente lo expresado por Hernando Colón.

## Antecedentes de la conquista de Honduras

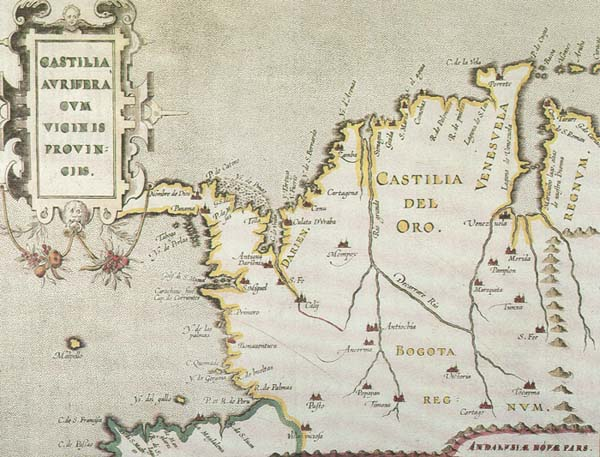
Castilla de Oro (o del Oro) fue el nombre dado a principios del por los colonizadores españoles a los territorios centroamericanos.

Pedro Arias Dávila, mejor conocido con el nombre de Pedrarias Dávila, hombre que se había distinguido como jefe de graduación en las guerras de Granada y en la expedición a África, recibió en España el título de Gobernador del Darién o Castilla del Oro, que comprendía también el territorio de Costa Rica. Pedrarias arribó en Centroamérica en 1514, junto a él venían muchos nobles arruinados como: Vasco Núñez de Balboa, Hernández de Córdova, Soto, Ojeda, Olid, Pizarro, entre otros. Pedrarias se estableció en Panamá, para dirigir desde allí, la conquista de los países sobre los cuales debía extender su gobierno.
Por otro lado, Gil González Dávila fue nombrado a principios del siglo XVI, contador de la isla llamada Española o de Santo Domingo. Antes de hacerse cargo de su destino, conoció en España al piloto Andrés Niño y a Andrés de Cereceda que ya habían estado en Castilla del Oro. Gil González Dávila, entusiasmado por lo que le contaban éstos, propuso al rey el descubrimiento de tierras en el Mar del Sur. Con esta proposición, Gil González logró que el rey le ordenara al Gobernador de Castilla del Oro, Pedrarias Dávila, que le entregase navíos, artillería y municiones y 3000 pesos, que habían sido decomisados a Vasco Núñez de Balboa, para el viaje. Además se le extendió a González, el título de Capitán General de la Armada y Caballero de la Cruz de Santiago. 
La expedición partió de Sanlúcar de Barrameda el 13 de septiembre de 1519. Andrés Niño y Andrés de Cereceda acompañaron a Gil González. La escuadrilla se componía de tres navíos y 300 hombres. Luego de su arribo en la Española, González Dávila pasó a Darién con el propósito de atravesar el istmo y pasar al Océano Pacífico. Mientras tanto, Pedrarias ya había comenzado en 1516, la conquista de Nicaragua y Costa Rica por medio de Hernán Ponce y Bartolomé Hurtado entre otros. A pesar de la orden real, Gil González no pudo obtener los navíos que fueron de Balboa, por lo que dispuso construir sus propios navíos. Al terminar la obra, Gil González ya había perdido 120 hombres, y las embarcaciones resultaron defectuosas, por lo que dispuso construir otros buques en el Archipiélago de las Perlas. 
Pedrarias le proporcionó algún auxilio, y así pudo Gil González terminar la construcción de cuatro embarcaciones. Salió de Las Perlas el 21 de enero de 1522, pero cuando había navegado más de cien leguas, resultó que los buques estaban bastante averiados. Ordenó entonces, la reparación de los buques y mientras eso ocurría, González Dávila dispuso hacer una incursión al interior del territorio centroamericano. Partió, desde el actual territorio de Costa Rica y penetró en Nicaragua. En su expedición, Gil González logró que algunos caciques y sus pueblos los recibieran en paz. Además, logró que estos se declarasen vasallos del rey de Castilla y abrazaran el cristianismo. A los indios que se opusieron, les hizo la guerra. 
El 25 de junio de 1523, Gil González llegó a Panamá. Allí fundió el oro recolectado en su expedición, lo cual ascendió a más de 90 mil pesos en oro, además de otros artículos de valor. Apartó el quinto real y cuando se disponía a viajar a Santo Domingo y enviarlo a España, se le presentó Predrarias exigiéndole la entrega de esa parte. Gil González se opuso, y desde Nombre de Dios evadió a Pedrarias y salió rumbo a Santo Domingo donde llegó sin ningún contratiempo.

## Primeras expediciones

### Gil González Dávila

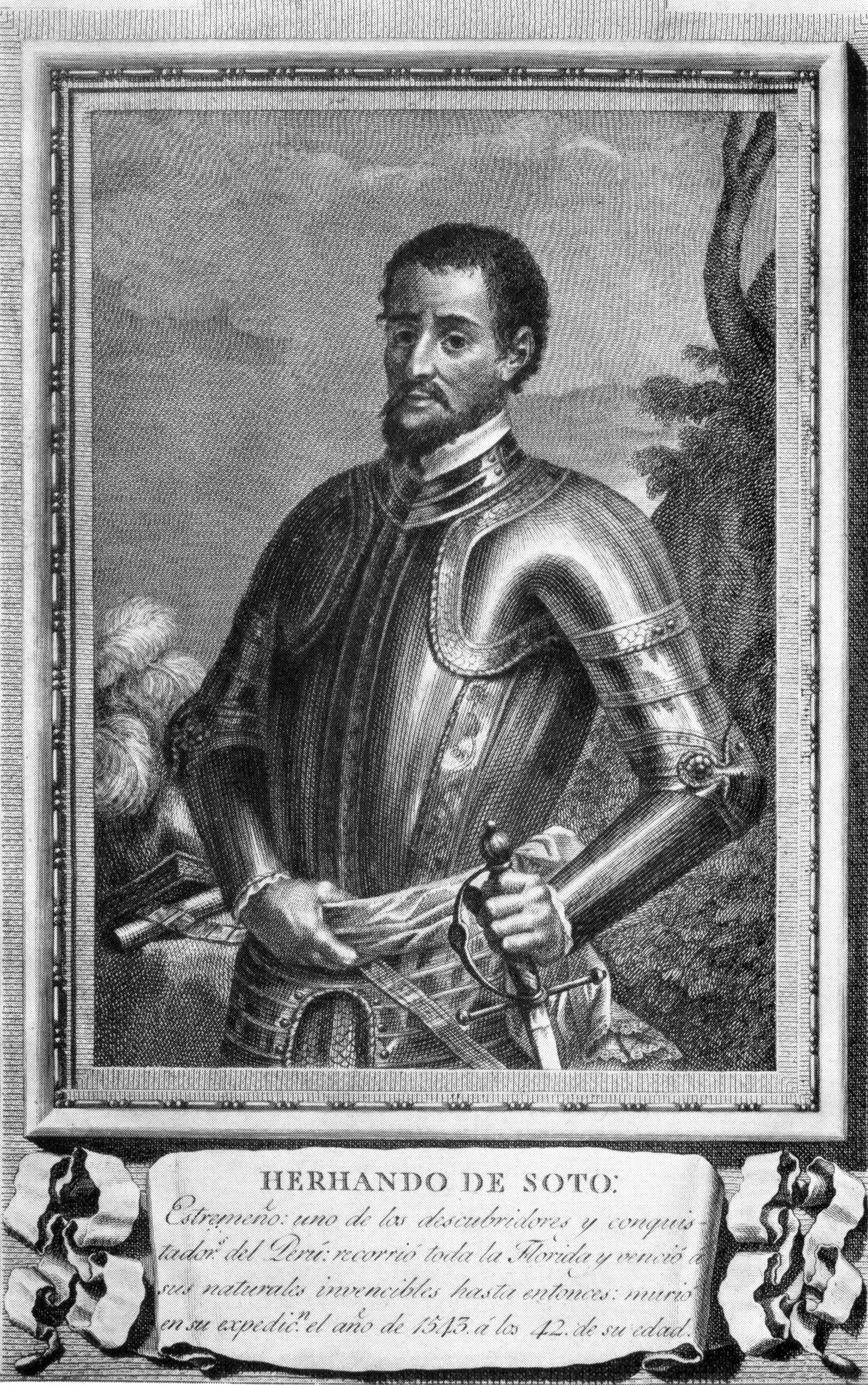
Hernando de Soto: Fue derrotado por Gil González Dávila en Olancho

Una vez en Santo Domingo, lo primero que hizo Gil González fue enviar a su tesorero Andrés de Cereceda a España, con el objeto de entregar el quinto real, y solicitar en su nombre, permiso de la Corte para salir a buscar en las costas del Norte de Honduras el desaguadero del lago de Nicaragua. Cereceda dio parte de todo lo sucedido, El rey se dio por satisfecho y concedió la nueva autorización que solicitaba González Dávila. Mientras regresaba Cereceda, se ocupó Gil González en preparar la expedición que iba a llevar a Honduras.
En marzo de 1524, Gil González Dávila arribó en Puerto Caballos (Honduras). Llamado así, porque antes de desembarcar, "Gil se vio acometido por una horrible tempestad." Esto dio como resultado, la muerte de muchos de sus caballos, los cuales "mandó echar al agua."
Después de estos hechos, Gil continuó su navegación, hasta desembarcar cerca cabo de Tres Puntas o Manabique, donde fundó una población, a la que le dio el nombre de San Gil de Buena Vista, que fue la primera que fundaron los españoles en Honduras. (Desafortunadamente duró muy poco tiempo). Cuando Gil González se ocupaba en establecerse a las orillas del golfo Dulce, y en explorar activamente las embrolladuras comarcas que riegan el Motagua y el Polochic, por los cuales, pensaba hallar la comunicación marítima con el mar del Sur. Allí le hicieron saber unos indígenas, que su territorio, estaba siendo invadido por el teniente general, Francisco Hernández de Córdoba. Éste, había sido enviado por Pedrarias Dávila, con orden de ocupar todas las tierras, que Gil González había conquistado. Pedrarias argumentaba, haber sido el primero en llegar a esas tierras, debido a unas expediciones que él envió en 1516. Gil González, entonces reunió inmediatamente los suyos y algunos indígenas auxiliares, y marchó contra el usurpador. La distancia era más grande y el país más quebrado de lo que él había pensado. Mientras que tropezaba con innumerables dificultades en la provincia de Olancho. Córdova supo su movimiento y avanzó a su encuentro en Nagrando.
"Allí estuvo esperando y fortificándose. Pero habiendo sabido que Gil pasaba la sierra, sale a esperarlo en el país de los Chontales, y al fin los dos competidores se encuentran en Toreba. El choque fue encarnizado; Hernández de Córdoba junto a sus capitanes: Hernando de Soto, Gabriel Rojas y Francisco Compañón, casi vencedores en un primer combate, quedan completamente derrotados al día siguiente, y pierden muchos soldados, todos sus caballos y ciento treinta mil pesos en oro".
"Gil se disponía a perseguirlo y a someter todo Nicaragua a su autoridad, cuando le vinieron a decir que una armada española había aparecido en San Gil" de Buena Vista. Interesado por esa noticia, prefiere perder el triunfo y sale rumbo al norte de Honduras.

### Cristóbal de Olid

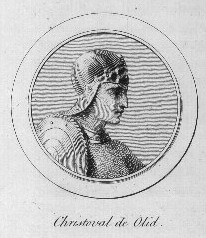
Cristóbal de Olid, fue enviado por Hernán cortes a la región de las Hibueras (actual Honduras) en ánimos de conquista.

Las noticias de las riquezas de Honduras habían llegado a conocimiento de Hernán Cortés, y como ya él había concluido su conquista y contaba con jefes valientes y desocupados, preparó entonces dos expediciones. Una por tierra y otra por mar. Encargó la primera a Pedro de Alvarado y la segunda a Cristóbal de Olid.
Olid, hidalgo natural de Baeza o de Linares, y uno de los primeros conquistadores de Cuba, partió hacia rumbo a esa isla el 11 de enero de 1524 desde Veracruz. "Allí recibiría los auxilios de un comisionado de Cortes a quien le entregó 7000 pesos. En La Habana se entrevistó con el Gobernador de la isla; Diego Velásquez, quien era también enemigo de Hernán Cortés. Velásquez le aconsejó a Olid ocupar la tierra de Honduras en nombre del rey y que los provechos que se obtuvieran se distribuyeran entre ambos". Olid fue persuadido por Diego Velázquez y otros y salió a la conquista de Honduras con planes diferentes, a los que originalmente le había dado Hernán Cortés.
El 3 de mayo arribó a Puerto Caballos (hoy Puerto Cortés), desembarcó y tomó posesión del país en nombre del Rey de España. En seguida fundó una villa que llamó Triunfo de la Cruz. Erigió una municipalidad y proveyó entre los suyos los cargos de Alcaldes y Regidores. Dividió sus Fuerzas y las mandó recorrrer y pacificar los pueblos.Una vez que Cortés se dio cuenta de lo ocurrido en La Habana, envió a su pariente Francisco de las Casas a capturar a Olid. 
Cuando Las Casas arribó al Triunfo de la Cruz, enarboló bandera blanca en señal de paz. Olid no creyó en esto y mando armar dos carabelas con la poca gente que le había quedado y se propuso impedir que Francisco de las Casas y su gente desembarcaran. Se armó entonces combate entre las embarcaciones, pero las fuerzas de las Casas eran muy superiores, por lo que Cristóbal de Olid le propuso a este la paz. La escuadra de las Casas se apartó de ese lugar y dispuso capturar a Olid en la noche. Mientras tanto Olid esperaba a su gente que estaban en camino.
La suerte protegió a Olid. En la noche se levantó un norte recio. Las naves de Francisco de las Casas no pudieron ponerse a salvo y las estrelló en la costa. Olid cayó sobre los desdichados náufragos. Capturó a todos, luego hizo jurar a los soldados que le serían fieles y que lo ayudarían contra Cortés si intentaba someterlo. Y bajo esta condición los dejó libres, pero mantuvo preso a Francisco de las Casas. Posteriormente, los hombres de Olid capturaron en el pueblo de Choloma a Gil González Dávila; a quien Olid, consideraba un peligroso competidor. Ambos, Las Casas y González Dávila recibieron de parte de Olid, toda clase de consideraciones.

### Asesinato de Olid
Francisco de las Casas y Gil González Dávila se conjuraron entonces contra Olid, pero antes de proceder Las Casas le exigió a Olid que le dejara partir a México, diciendo que él conseguiría de Cortés que le dejase la gobernación de Honduras, pero aquel no aceptó. Robustiano Vera relata la muerte de Cristóbal de Olid de la siguiente manera:

«En una noche después de la merienda y estando Olid solo con sus prisioneros, se levantó Las Casas y tomó a Olid por las barbas y le enterró en la garganta un afilado cuchillo que tenía oculto bajo su vestido. Gil González se arrojó al mismo tiempo y lo hirió también cruelmente... Así pudo huir y se fue a esconder a unos matorrales. Se denunció el paradero de Olid y se fraguó contra él una especie de proceso y lo condenaron los mismos conjurados a ser degollado, pues aún estaba vivo, lo que en efecto se verificó al siguiente día en la plaza de Naco, donde se había verificado estos sucesos. Tenía Olid solo 36 años de edad.»

Tras estos sucesos, Francisco de las Casas abandonó Honduras, pero antes de su partida, fundó Trujillo el 18 de mayo de 1525. Partió rumbo a México llevando prisionero a Gil González Dávila. Luego González logró escaparse y se salió rumbo a España, donde falleció. Fue Gil González Dávila el descubridor de Nicaragua y conquistador de la provincia de Honduras, la cual le fue disputada por Pedrarias y arrebatada por Hernán Cortés.

## Hernán Cortés

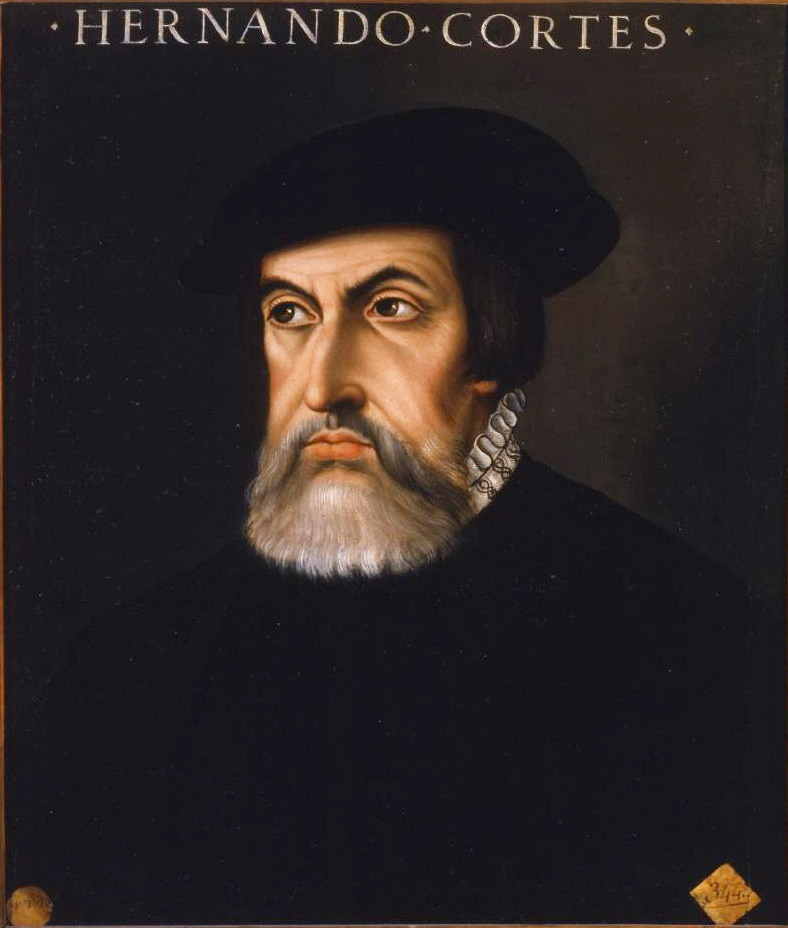
Hernán Cortés, arribo a las costas Hondureñas después del a derrota del imperio Mexica.

Hernán Cortés nunca tuvo noticias de lo ocurrido en Honduras. Temía por el bienestar de su primo Francisco de las Casas, por lo que decidió ir en su auxilio. Además de querer personalmente castigar la deslealtad de Cristóbal de Olid. Salió de la Ciudad de México el 12 de octubre de 1524, por tierra y acompañado de doscientos cincuenta soldados españoles de infantería y caballería, y un cuerpo de tres mil indios auxiliares.
En esta expedición, Cortés y su ejército experimentaron un largo y sufrido viaje debido a las densas selvas y los grandes ríos que tuvieron que atravesar, así como la escasez de abastos. Vinieron por el Petén y la Alta Verapaz, y encontrándose al fin en Nito, a dos leguas de la desembocadura del río Dulce o río de Babal, el 20 de abril, Cortés se dio cuenta del trágico fin de la existencia de Cristóbal de Olid. 
En Nito, Cortés encontró unos sesenta hombres y veinte mujeres españoles en la más triste situación. Enfermos, hambrientos y desfallecidos...se alimentaban con cazabe y zapotes, y con algún pescado que de vez en cuando cogían en el río. Cortés entonces, se dedicó a buscar alimento para estos españoles y los suyos. Lo cual hizo satisfactoriamente. 
De Nito pasó a la colonia española de Naco al norte de Honduras. No fue poca la admiración y gozo que tuvieron los españoles que residían en Naco con la visita de Cortés...le recibieron con aplauso, aunque la llegada de tantos huéspedes no era la más oportuna. Esta colonia también se hallaba en mucha angustia por falta de comestibles. Esta necesidad fue remediada por la llegada de un buque de La Habana cargado de víveres, los que Cortés compró a crédito y repartió entre todos.
Luego, Cortés se embarcó con su gente y con los españoles avecindados en Nito y se dirigió a Puerto Caballos en busca de un lugar para poblar en ese puerto. En su "Carta Quinta de Relaciones" al emperador Carlos V, Hernán Cortés explica porque escogió aquel lugar:

Y buscando algún asiento para poblar en aquel puerto, porque es el mejor que hay en toda la costa descubierta de esta tierra firme, digo desde las Perlas hasta la Florida. Y quiso Dios que le hallé bueno y muy a propósito, e hice buscar ciertos arroyos, y aunque con poco aderezo, se encontró a una y a dos leguas del asiento del pueblo buena muestra de oro; y por esto y por ser el puerto tan hermoso y por tener tan buenas comarcas y tan pobladas, parecióme que vuestra majestad sería muy servido en que se poblase, y luego envié a Naco, donde la gente estaba, a saber si había algunos que allí quisiesen quedar por vecinos. Y como la tierra es buena, halláronse hasta cincuenta, y aún algunos y los más de los vecinos que habían ido en mi compañía; y así, en nombre de vuestra majestad fundé allí una villa, que por ser el día en que se empezó a talar el asiento, de la Natividad de Nuestra Señora, le puse a la villa aquel nombre, y señalé alcaldes y regidores, y dejéles clérigos y ornamentos y todo lo necesario para celebrar...veinte de caballo y algunos ballesteros..también cierta artillería y pólvora.

### Trujillo

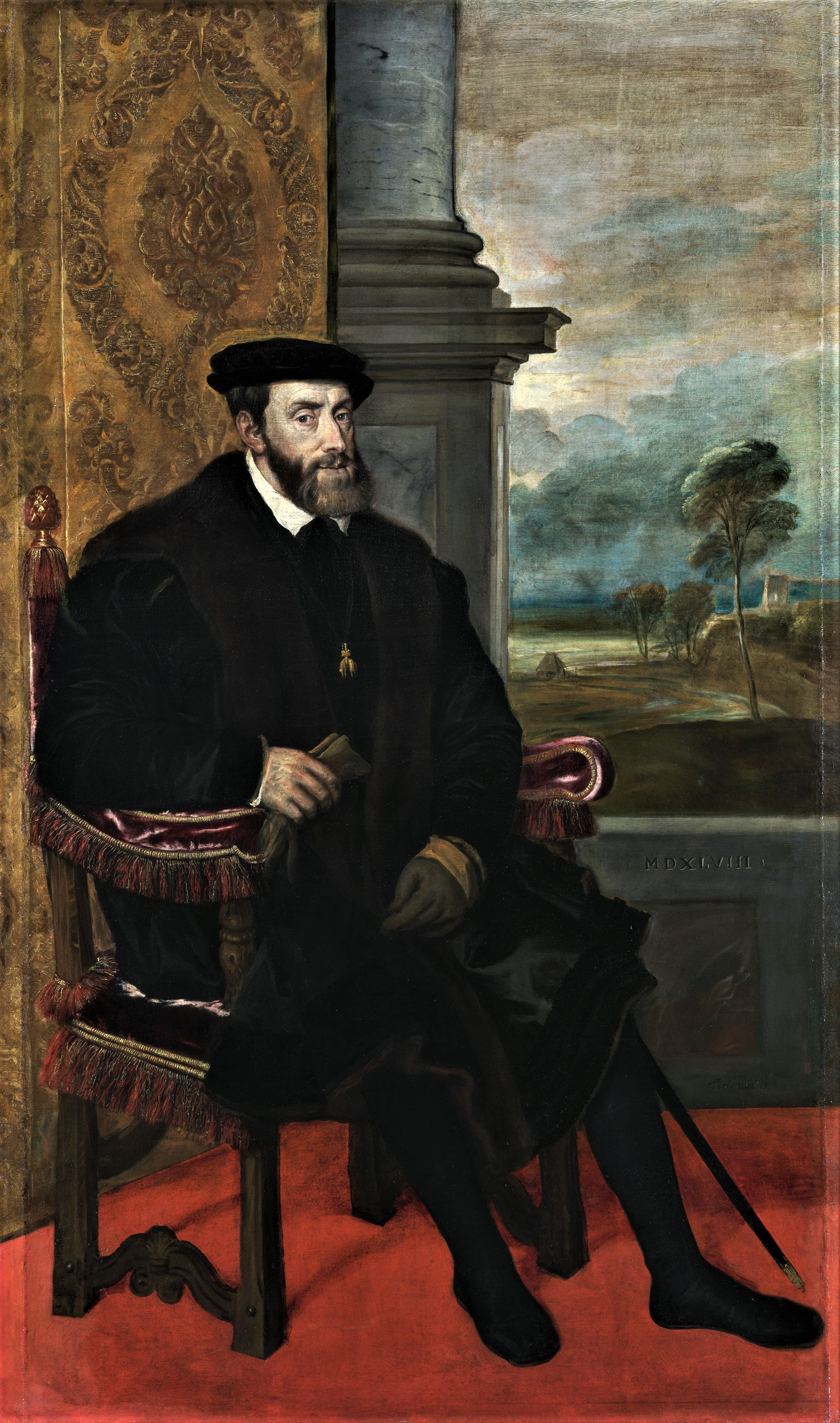
Emperador Carlos V.

De Natividad, Hernán Cortés pasó a Trujillo, donde los colonos lo recibieron con demostración de alegría, pero inquietos y con algún miedo, que Cortés les impusiese algún castigo por haber apoyado a Olid. Los vecinos le brindaron las explicaciones respectivas del caso y le pidieron disculpas a Cortés. Éste se mostró satisfecho con las explicaciones, dejó el pasado atrás y procedió a confirmar los funcionarios municipales en sus cargos. Como gobernador de Honduras, nombró a su primo Hernando de Saavedra.
Al arribar a esta villa de Trujillo, Hernán Cortés encontró que los indígenas de los poblados de Chapagua y Papayeca se encontraban "alborotados", debido a que los primeros españoles que habían llegado a estas tierras, se habían llevado a muchos indígenas como esclavos.
Cortés envió a Saavedra para asegurarles que las cosas iban a ser diferentes. Por medio de mensajeros y de intérpretes, Cortés trató de hacerles ver la necesidad de la obediencia que al rey de Castilla estos debían prestar, la necesidad de abstenerse de los robos y de los sacrificios humanos. Además, de explicarles los fundamentos de la religión cristiana.
Pero los indígenas no les creyeron, y se fueron a las colinas. Tres caciques del pueblo de Chapagua fueron capturados, y se les fijó un plazo para que regresaran a su pueblo. Esto se llevó a cabo rápidamente. Sin embargo, los de Papayeca continuaban en rebeldía. Se dio la situación en la cual, Pizacura, uno de los principales caciques de Papayeca fue capturado. Este le echó la culpa a su colega Mazatl, y ofreciendo que si lo liberasen, él podría ayudar a la captura de este cacique. Además prometió que si lo ahorcasen, él ayudaría a pacificar a la gente y a regresar a Papayeca. Mazatl fue capturado, se negó a someterse a las exigencias de los españoles, le dio una bofetada y el español muy furioso, le ató una mano atrás y le clavó la otra en un árbol, por lo que murió sin ser defendido por ninguno de sus compañeros. Este suceso dice Cortés, fue "una gran ejemplo para los demás; porque luego algunos pueblos que estaban así algo levantados; se vinieron a sus casas, y no hay pueblo que no este muy seguro con sus hijos y mujeres y haciendas, excepto este Papayeca, que jamás ha querido asegurar."
"Cuando Cortés se preparaba para pasar a Nicaragua a fin de agregarlo a sus dominios...recibió una carta de México en la que se le daba cuenta de los disturbios ocurridos después de su salida, a causa de que se suponía que había muerto y que su ejército había sido destruido...hizo entonces llamar a Pedro de Alvarado que se encontraba ocupado en la conquista de Guatemala para conferenciar con él. Alvarado salió en busca de Cortés, pero cuando llegó a Choluteca se encontró con una parte de la tropa de Cortés y estos le afirmaron que Cortés ya se había embarcado rumbo a México".

## Abusos
Se peude decir que la conquista de Honduras fue más caótica, fragmentada y sangrienta que la de territorios como el valle de México o el altiplano guatemalteco, porque no hubo un único proceso centralizado ni un liderazgo claro entre los españoles, y la resistencia indígena obligó a una ocupación más prolongada y violenta.

### Hernando de Saavedra

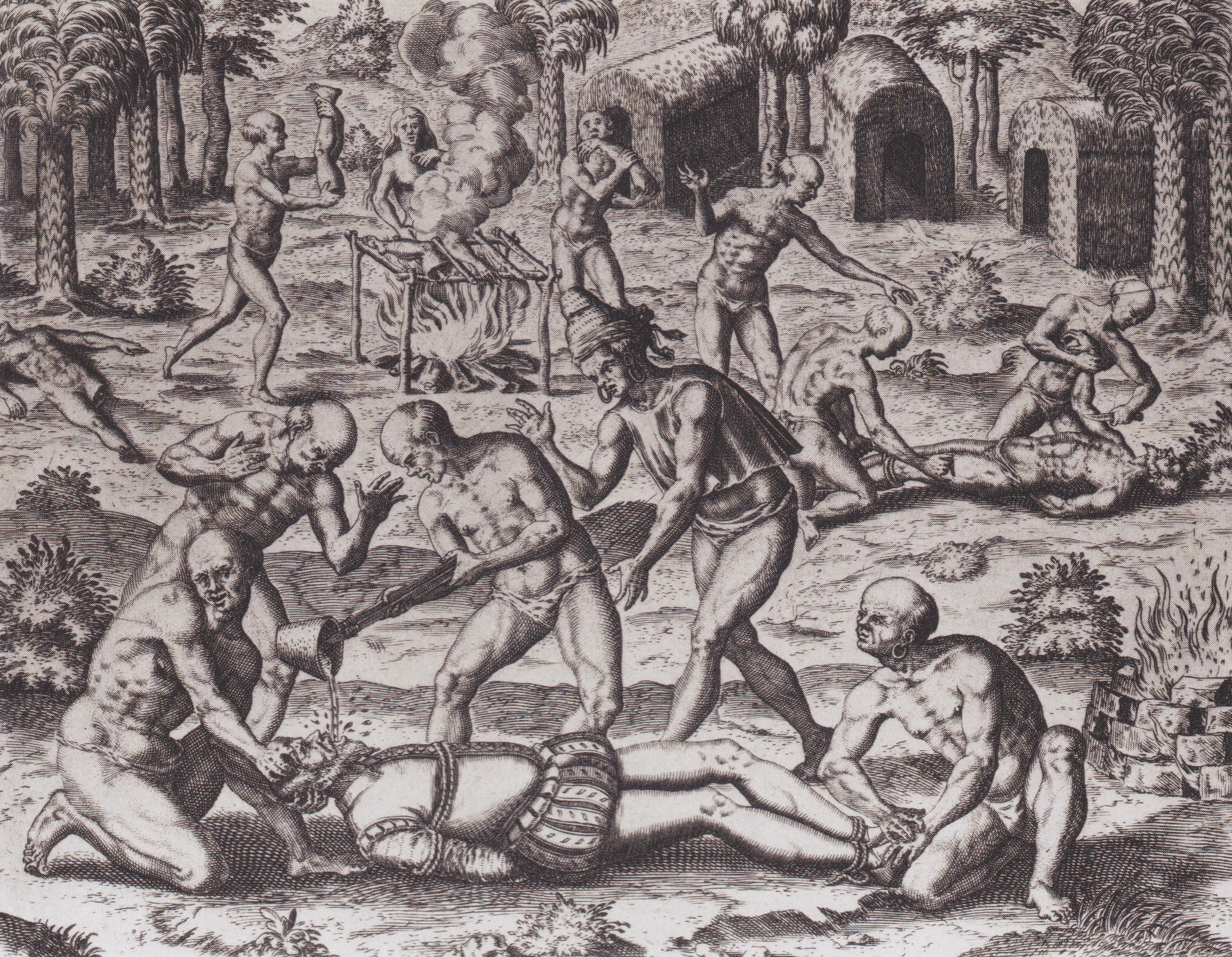
Grabado hecho por De Bry: Indios derramando oro en la boca de españoles

En la prafctica lo que hoy comoprende el territorio de Honduras no pertenecía bajo concepto alguno a la gobernación de Castilla del Oro. Se había establecido por el Rey de España, que este territorio dependía de la Audiencia de Santo Domingo, por lo que fue elegido Gobernador, Diego López de Salcedo". Mientras este llegaba a territorio hondureño, Hernando de Saavedra permanecía a cargo de la gobernación. Por otro lado, Pedrarias Dávila que Honduras, de cuya riqueza tenía gran concepto, pretendía que este territorio, formase parte del distrito de Castilla del Oro. Por esta razón, tuvo cuestiones con el gobernador, Hernando de Saavedra. Pedrarias autorizó una incursión que en territorio hondureño, la cual llevaron a cabo los capitanes: Benito Hurtado y Gabriel de Rojas.
Partiendo estos de Nicaragua con algunos soldados y dos piezas de artillería, penetraron en el valle de Olancho, y cayeron sobre la gente situada allí por Saavedra, y que fue por aquellos sorprendida. Dirigiéndose después a posesionarse de Puerto Caballos; pero el gobernador de Honduras, sabedor de tales sucesos, envió fuerzas para atacar los invasores, los cuales fueron derrotados.

### Rebelión indígena

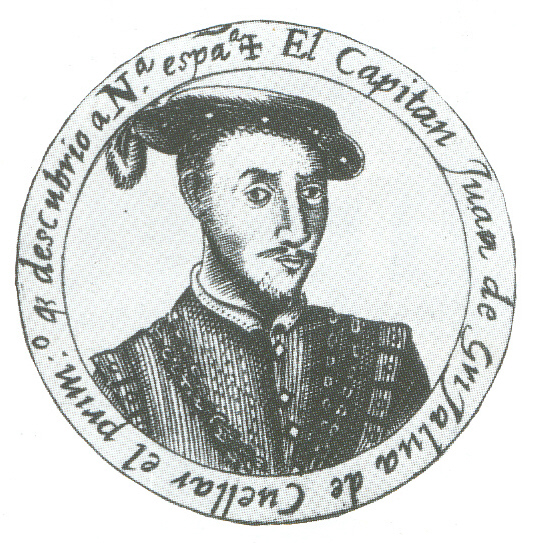
Juan de Grijalva murió en Olancho a manos de los indígenas.

Mientras tanto los indios hondureños, exasperados por los crueles abusos, resolvieron no trabajar, imaginándose que así no tendrían de que subsistir los españoles y abandonarían el país. No produjo efecto ese recurso; por el contrario, sufrieron más los aborígenes; y entonces, decididos a luchar por su libertad, se lanzaron contra los españoles que había en Puerto Caballos, haciéndolos huir, después de haber dado muerte a muchos.
Saavedra, sabiendo que ya había sido nombrada otra persona como Gobernador, permaneció quieto en Trujillo, y se limitó a aconsejar sus compatriotas derrotados, que se retiraran al pueblo de un cacique amigo de la dominación española.
"El ataque de Puerto Caballos no era un hecho aislado." Ciento cincuenta caciques, se habían puesto de acuerdo para acabar con los españoles; mas no atreviéndose a atacar desde luego a los de Trujillo, resolvieron caer sobre los que estaban en Olancho...Los indios encontraron la ocasión oportuna para poner en ejecución su proyecto, mataron a 15 españoles y 20 caballos, "encontrándose allí también por desgracia, Juan de Grijalva" el primer navegante europeo en poner los pies en suelo mexicano.

### Diego López de Salcedo
Luego de estos sucesos se produjo en Trujillo el arribo de Diego López de Salcedo. Este, puso en prisión al gobernador dejado por Cortés, Hernando de Saavedra y a sus amigos. Les embargó sus bienes y los trató pésimamente". Se adjudicó para sí los mejores pueblos de indios, e hizo otro tanto en favor de sus amigos. Su gobierno se caracterizó por los abusos cometidos contra los nativos. 
En 1527, encontrándose en Nicaragua, Pedrarias mandó a Trujillo dos regidores de León con un escribano, para intimidar a Saavedra pensando que este todavía se encontraba allí. Pero los enviados de Pedrarias se encontraron con Salcedo. Pedrarias demandaba a través de sus enviados, obediencia como legítimo Gobernador de Honduras.
Salcedo los arrestó y declaró que Nicaragua entraba en la jurisdicción de Honduras. Por esta razón, salió rumbo a ese territorio con 120 hombres, dejando al cargo de Honduras a Francisco Cisneros. La Audiencia de Santo Domingo le aconsejó que se regresase a Honduras pero no obedeció. "Señaló su paso por los pueblos con nuevas vejaciones y malos tratos a los indios". Llegó al valle de Olancho con 300 indios cargados, sin importarle su bienestar. Los pobres indios se tuvieron que alimentar con "yerbas". Los caballos se habían enflaquecido notablemente, y al indio que trataba de huir lo hacía ahorcar. Al llegar a Nicaragua, Salcedo se apoderó de este territorio, sin que nadie le hiciera sombra de su autoridad.
"Pedrarias quiso entonces ser gobernador de Nicaragua...envió al rey", una solicitud bajo la promesa de aumentar "mucha riqueza para el fisco real". El rey accedió a su peticiones y este consiguió la gobernación de Nicaragua. "Hecho cargo del gobierno, mandó a procesar a Salcedo, por haber ejercido el gobierno de la provincia sin autorización real".
Pedrarias mantuvo preso por siete meses a Salcedo. Lo soltó luego de haber llegado a un acuerdo, en el cual Salcedo se comprometía a pagarle 20 mil pesos en oro. López de Salcedo, derrotado, se restableció en Trujillo. Al poco tiempo, trató de organizar una expedición al valle de Naco, pero murió. "No faltaron sospechas de que había sido envenenado".

## Anarquía

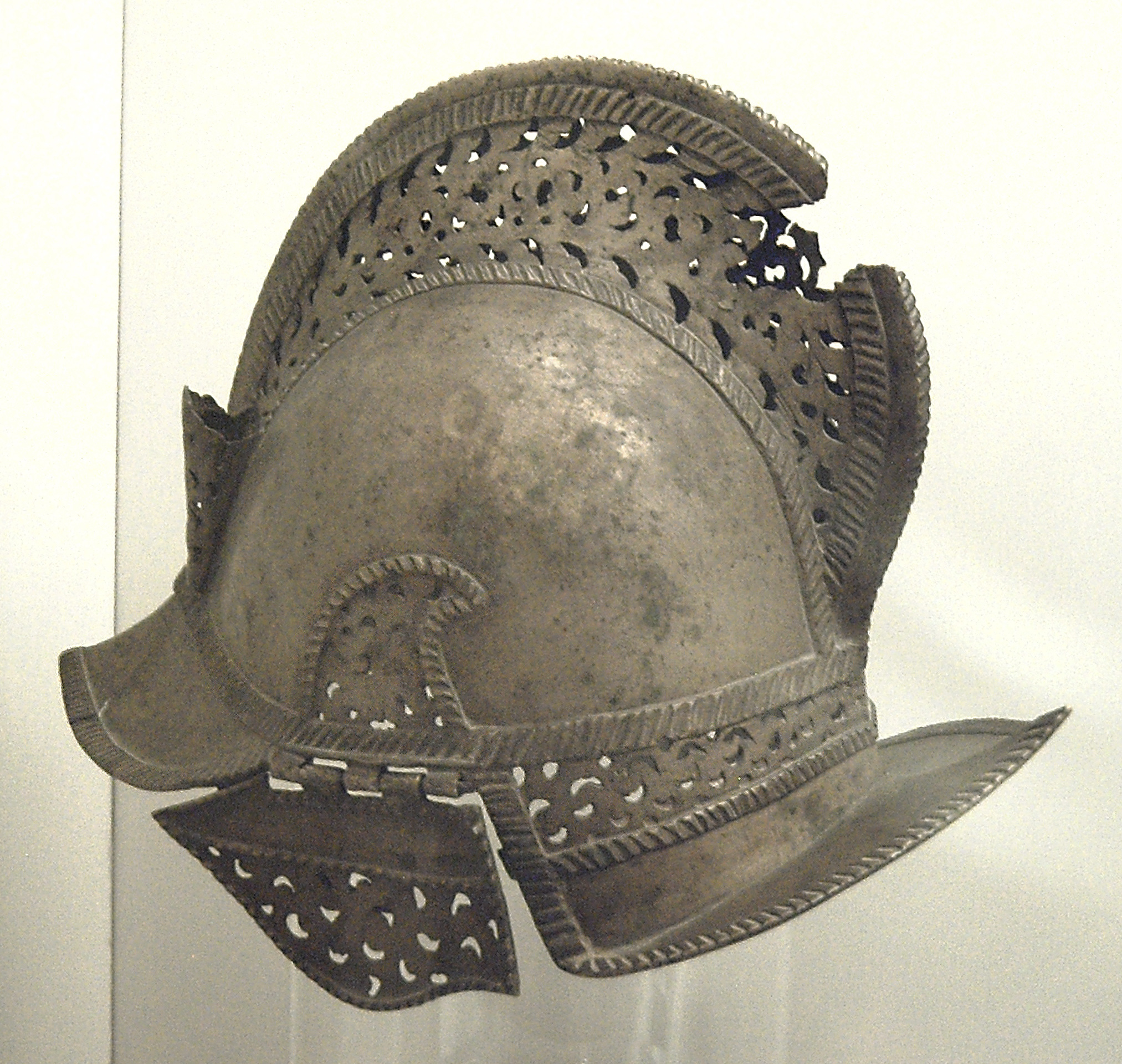
Morrión español

Antes de morir, López Salcedo nombró como su sucesor, al contador Andrés de Cereceda. Pero los colonos de Trujillo eran "inquietos y revoltosos". Aquellos hombres llenos de codicia, envidia y rencores no aceptaron el nombramiento de Cereceda, por lo que se dieron grandes disturbios.
Los "revoltosos", afirmaban que la gobernación le pertenecía a Vasco Herrera, quien ya había ejercido como teniente en ausencia de Salcedo. Los "vecinos honrados y pacíficos" entonces propusieron que ambos gobernaran juntos. Y así se hizo; prestaron juramento en la iglesia, pero al salir de ella, comenzaron a maquinar el uno contra el otro.
Sus disputas dieron lugar, a que los indios observaran con cuidado aquellas discordias, siempre atentos y aprovechar el momento para sublevarse. Por otro lado, en el valle de Juticalpa que albergaba una población de sesenta españoles, se descubrieron allí unas minas y lavaderos de oro muy ricos. Los nativos, a quienes se les obligaba a trabajar en esas labores, se alzaban con frecuencia y se retiraban a los bosques, donde ocultaban gran cantidad de oro. Pero a través, del buen comportamiento del jefe de la colonia, capitán Alonso Ortiz, estos se apaciguaban y regresaban.
"En las inmediaciones de Trujillo. Alentados al ver las discordias de los dos gobernadores Cereceda y Herrera, se sublevaron y huyeron a los montes. Se dispuso que saliese Vasco Herrera, con algunos soldados a tratar de reducirlos". Los persiguió durante cinco meses, sin ningún resultado. Herrera regresó a Trujillo cansado y descontento.

### Muerte de Vasco Herrera y Diego Méndez
"En aquella circunstancia surgió un nuevo elemento de discordia", Diego Méndez. Este sujeto, también había gobernado a Honduras, cuando López Salcedo se encontraba en Nicaragua. Pretendiendo que sus poderes no estaban revocados, se creía gobernador de Honduras. Así comenzó a formar un complot en contra de los gobernadores Andrés de Cereceda y Vasco Herrera. Este último declaró traidor a Diego Méndez y amenazó a los que lo ayudasen con la pena de muerte. De esta manera, la colonia se vio envuelta en nuevas perturbaciones.
Diego Méndez logró refugiarse en una iglesia, y se mantuvo allí hasta que la ciudad quedó sin tropas. Luego de una insurrección de indígenas, que obligó a Vasco Herrera enviar sus tropas en persecución de los indígenas insurrectos. Al salir de la iglesia, Diego Méndez con cuarenta amigos asaltaron la casa de Herrera y lo asesinaron. Luego de este suceso, arrastraron su cadáver hasta la plaza.
Los amotinados exigieron a Cereceda que compartiera la gobernación con Méndez. Cereceda aceptó por temor. "A los 35 días se presentó el capitán Juan Ruano que andaba expedicionando contra los indígenas y que había tenido noticias de lo ocurrido en Trujillo. Ruano y Cereceda se entrevistaron y decidieron deshacerse de Méndez. Una noche, se armaron unos veinte vecinos, de los más honorables de Trujillo, se fueron a la casa de Méndez y lo arrestaron. Se le instruyó un proceso, y se le ejecutó como usurpador de la autoridad. Cereceda se consolidó en el poder y mando ahorcar a los amigos de Méndez. Con esto la colonia de Trujillo se pacíficó.

### Pedro de Alvarado

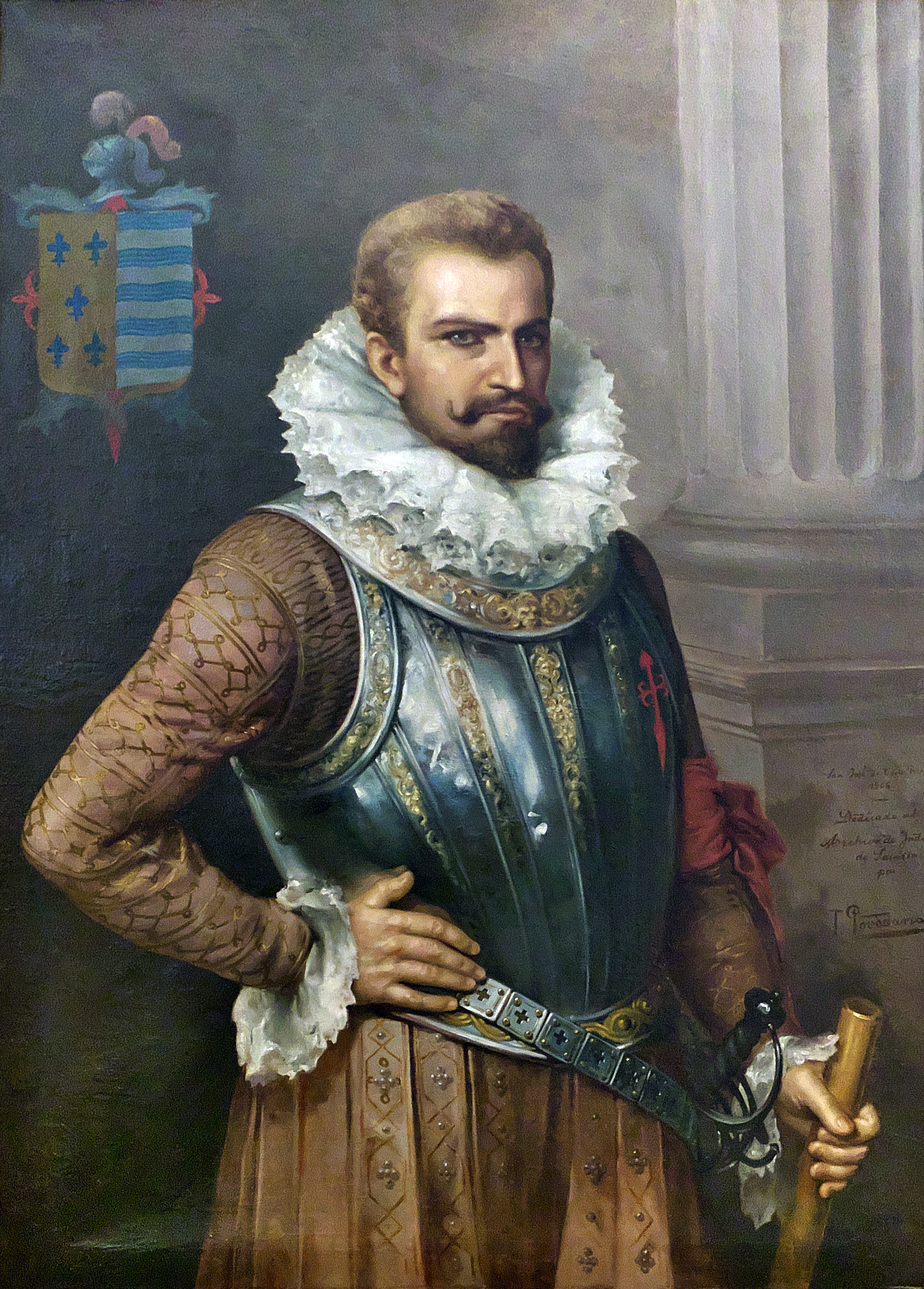
Pedro de Alvarado, fundador de San Pedro Sula.

En 1532 llegó a Honduras Diego Albitéz, con el propósito de relevar a Andrés de Cereceda. Traía Albitéz una orden de Rey, para que "en ninguna manera, ni por ningún caso, se hiciesen indios esclavos, ni se tuviese el uso de ellos aunque fuesen rebeldes." Pero "Albitez murió a los pocos días de sus llegada."
Cereceda continuó en el cargo, y su autoridad se robusteció notablemente. Durante estuvo al mando, se dedicó a cometer un sinnúmero de actos de crueldad contra la población indígena, y no hubo en la colonia, respeto por la autoridad, por lo que cometían muchos crímenes.
Se dio el caso donde, una peste de viruela que hizo grandes estragos entre los indios. La escasez fue terrible y los precios de los artículos se fueron por las nubes. Esto, provocó que Cereceda trasladara la colonia al valle de Naco, dejando abandonados a los residentes de Trujillo. 
Toda esta situación, exasperó a la gente de Honduras. Llegaron al punto de solicitar ayuda al gobernador de Guatemala, Pedro de Alvarado por medio del tesorero, Diego García de Celis, para que interviniera en favor de ellos. "Atendió Don Pedro la solicitud, y resolvió ir personalmente a auxiliarlos". Una vez en Naco, se encargó del mando de la provincia de Honduras ante la renuncia de Cereceda. Alvarado..."nombró oficiales de justicia y dictó medidas para pacificar el país".
Hecho esto, Pedro de Alvarado envió la mayor parte de su gente al mando de Juan de Chávez a buscar un sitio adecuado donde fundar un poblado. Luego de una ardua búsqueda, en la que tuvieron que atravesar montañas y recorrer muchas leguas, los hombres de Alvarado encontraron una planicie por la cual cruzaba un río. Al llegar allí todos exclamaron "Gracias a Dios" y le dieron a la villa ese nombre. Alvarado repartió las tierras entre los colonos y mando buscar ganado y otros requerimientos para darle vida a la nueva colonia. 
Después de estos acontecimientos, Pedro de Alvarado fundó San Pedro Sula. En Gracias, se encontraron ricas minas de oro y como resultado de esto, la ciudad prosperó notablemente. Ordenados los asuntos en Honduras, Pedro de Alvarado se embarcó en Puerto Caballos rumbo a España, a mediados de julio de 1536. Allá tenía debía entrevistarse con las autoridades y arreglar sus asuntos legales, los cuales no estaban de buena cuenta.

## Resistencia indígena
Luego de la llegada de los españoles a los territorios de la actual Honduras, comenzaron a conquistar el territorio pero se encontraron con la oposición de los habitantes de estas tierras, entre ellos, los lencas, papayecas, mayas-chorties, 

### Resistencia Lenca

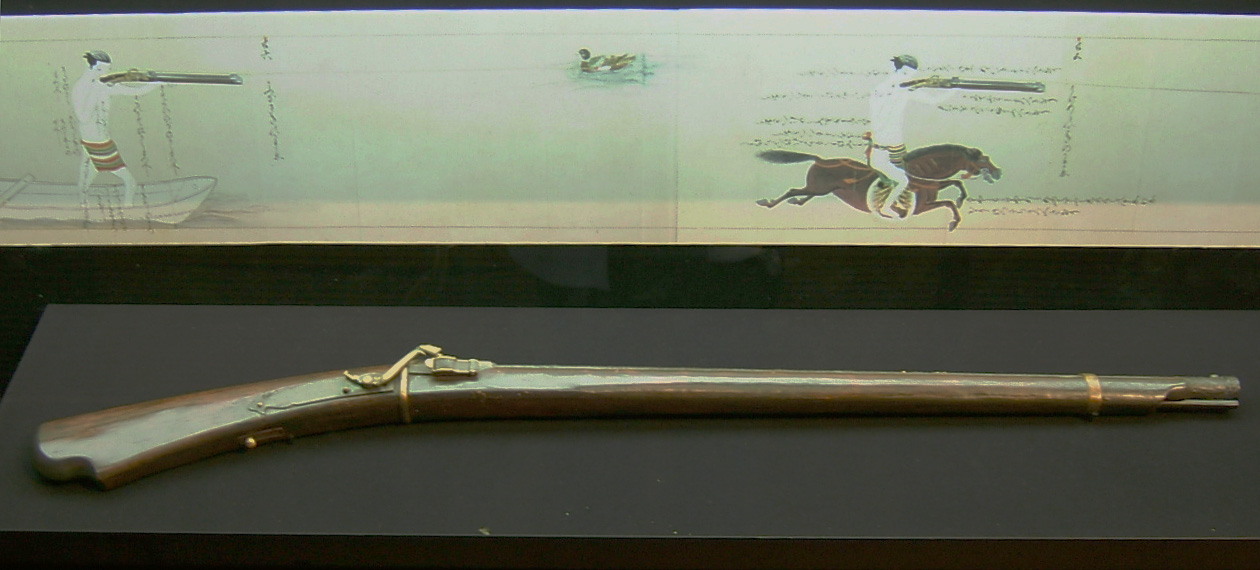
El Arcabuz fue empleado durante la conquista del territorio Hondureño.

Cuando el rey supo la muerte de Albitéz, nombró como gobernador de Honduras a don Francisco de Montejo, Adelantado de Yucatán y que poco antes había dejado el mando de ese territorio. Al tener noticias del oro descubierto en Gracias, mando al capitán Alonso de Cáceres, para que en su nombre, tomara posesión del mando de Honduras.
Al llegar a Gracias, Cáceres y sus hombres fueron resistidos por la gente de Alvarado que estaba allí instalada. Se negaron a reconocer a Cáceres, por lo que sus líderes fueron reducidos a prisión. Montejo apresuró su viaje y se presentó con 170 españoles entre soldados y marineros y tomó el mando de la provincia. Comenzó por quitar las tierras a la gente de Alvarado, y se las otorgó a sus amigos. Expulsó a algunos indios guatemaltecos, que se habían ido a establecer allí. 
Hecho esto, Montejo mandó al capitán Cáceres a pacificar los pueblos que estaban insurreccionados. Por orden del mismo Montejo, en diciembre de 1537, Alonso de Cáceres fundó la villa de Nueva Valladolid de Comayagua. "Dependiendo Honduras de la Real Audiencia de Méjico, dio después Montejo cuenta al Virrey del estado de cosas de Honduras; pero no bien verificado esto, vuelve a estallar la guerra en su provincia". 

#### Lempira

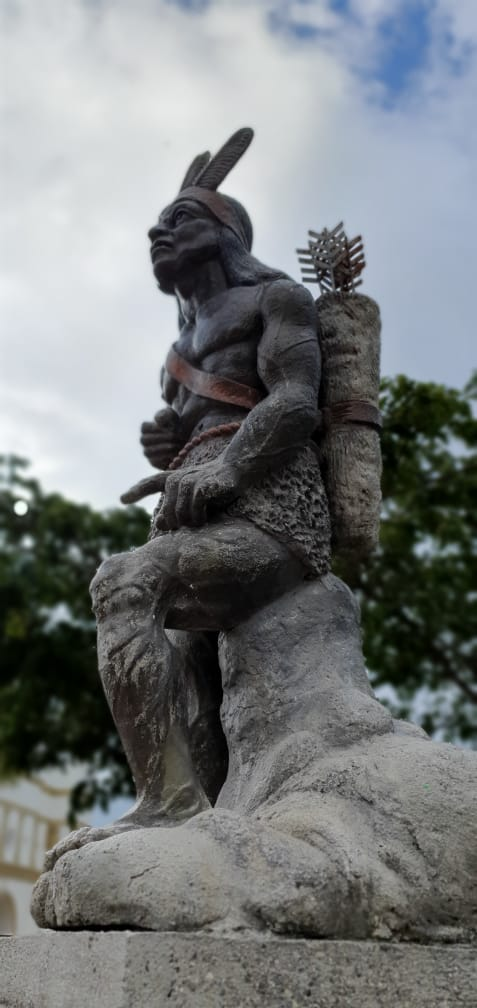
Monumento al Cacique Lempira.

"La ciudad de Gracias se encontraba en la provincia de Cerquín, que es sumamente montañosa. En estos montes vivían "desdichados" indios, que reconocían por jefe, al cacique Lempira, que era uno de los temidos por su bravura. El cacique Entepica encomendó a Lempira a organizar la resistencia Lenca debido a la fama de Lempira como guerrero invencible, se dice que en una batalla había dado muerte a 120 hombres con su propia mano; que nunca habían logrado herirlo, a pesar de su arrojo y de los peligros en que se había visto rodeado. Sus subalternos no tan solo lo miraban con respeto, sino que veían en él algo de misterioso"
Lempira junto a 30 mil indígenas Lencas provenientes de más de 200 pueblos ofrecieron resistencia hasta que Lempira fuera muerto a mano de los españoles dirigidos por Alonso de Cáceres.
"Montejo envió a su capitán Cáceres, al mando de una división a la que acompañaban naturales del país, para que lo fuera a combatir ya que no querían reducirse a la obediencia. Lempira por su parte reunió más de 30,000 indios y se preparó para resistir. De uno u otro bando se batían con denuedo, pero ya la lucha llevaba más de seis meses y nada se resolvía definitivamente.
Le convida entonces Cáceres a la paz, pero el jefe indio no acepta, pues quiere la libertad de su país". Cáceres en su deseo de acabar con Lempira, ocurre entonces a la traición". El historiador, Rubustiano Vera relata la muerte del cacique Lempira:

Cáceres... disponiendo que un soldado español fuera a hablar con él, hasta colocarse a la distancia de un tiro de arcabuz, llevando otro soldado a la grupa, disimulando su arma para dispararla en momento oportuno. El jefe indio vio avanzar al soldado español sin armas y sin sospechar el engaño, creyó que sería uno de tantos mensajeros que le enviaba Cáceres y que él los recibía como tales. Oyó las nuevas propuestas de paz que le hacían y la desechó como siempre. El asesino apoyó su arcabuz sobre el hombro del jinete que le llevaba y disparó contra Lempira a boca de jarro, como se dice vulgarmente y sobre seguro. El cacique recibió el tiro en la cabeza y cayó rodando por las rocas hasta quedar hecho pedazos. Así terminó este valiente defensor de su suelo y con él todo concluyó, ese brillante ejército que le obedecía se desbarató por completo. La fortaleza de Cerquín se abandonó; muchos arrancaron para la sierra y otros se rindieron al enemigo, y la campaña concluyó con este acto de felonía, que no era por cierto propio de la nobleza e hidalguía castellana.

#### Benito (señor de Silca)
Benito (señor de Silca), fue un cacique lenca, su sociedad la zona donde hoy es el departamento de Olancho, luego de la llegada de los españoles, en 1526 resistieron las fuerzas de Diego López de Salcedo. Lucharon hasta que Benito fue capturado, enviado a Nicaragua como prisionero y lanzado a una jauría que le dio muerte.

### Resistencia Chorti
En tiempos de la conquista, Copán Galel fue el rey maya-chortí de lo que actualmente es la población hondureña de Copán Ruinas (donde se hablaba y todavía se habla el idioma chortí el cual es un idioma maya). En 1530, Pedro de Alvarado envió a un grupo de militares españoles liderados por Hernando de Chávez y Pedro de Amalín para conquistar el pueblo chortí. Hernando de Chávez lideró el ataque contra la ciudad de Copán, la cual estaba defendido por un ejército indígena compuesto de soldados indígenas provenientes de Sinsiniti, Zacapa, Ostúa y Güijar, liderados por Copán Galel; durante la batalla el español Juan Vásquez de Osuna abrió una brecha en las defensas de la ciudad con lo cual los españoles conquistaron la ciudad de Copán.

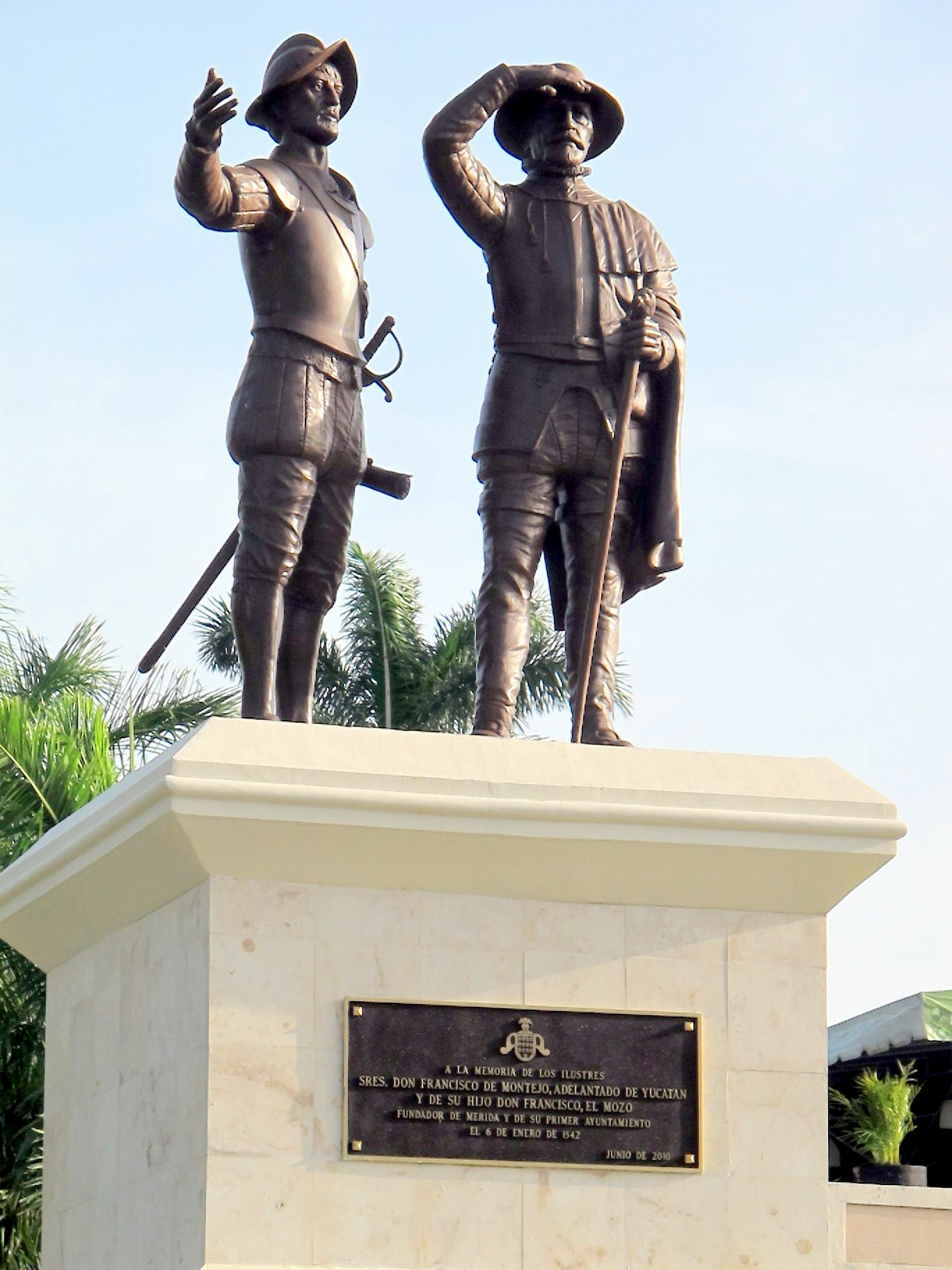
Estatua de Francisco de Montejo en México, junto a su hijo

### Resistencia Papayeca
Vivían en las cercanías del actual Trujillo, su cacique era Mazatl, en 1524 fue capturado y ahorcado en Trujillo por las tropas de Hernán Cortés. Luego de esto su cacique fue Pizacura, quien posteriormente fue capturado por Hernán Cortés en 1524 ya que quería que dejaran de habitar las sierras para habitar poblados y servirles, Pizacura dijo al traductor que no dejaba las sierras porque estaba con su pueblo y no querían dejarlas, fue soltado. 
Los indígenas se sublevaron encabezados por el cacique Pizacura, se enfrentaron a los españoles y capturaron 100 personas, por lo que se trasladó la capital desde Trujillo hasta el valle de Naco donde se fundó la nueva capital, la villa de Santa María de la Buena Esperanza.

### Resistencia Tolupan
El pueblo Tolupan vivía en la zona del río Ulúa y el valle de Sula, su rey Cicumba se opuso resistencia a las fuerzas españolas, luchó contra las fuerzas de Pedro de Alvarado en 1536.
Pedro de Alvarado luchó junto a 80 españoles y 300 indígenas en la zona del río Ulúa y el valle de Sula, se cree se enfrentaron donde hoy se encuentra el Cerro Palenque. La resistencia tolupana fue derrotada y puesta prisionera junto al rey Cicumba y se les dejó morir por hambre.

## Anexión de Honduras a Guatemala

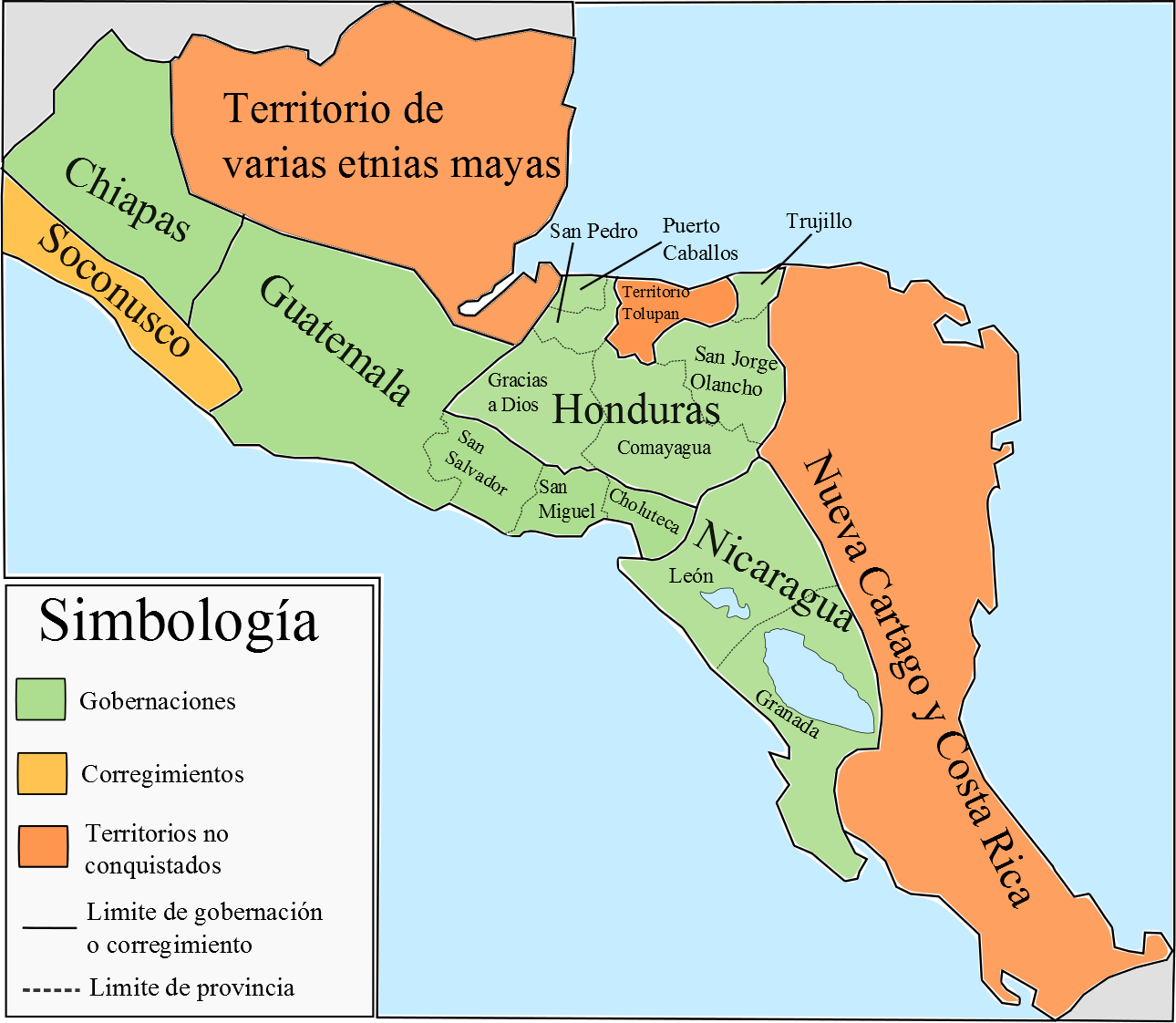
La gobernación de Honduras y sus provincias (jurisdicciónes de villas y ciudades que reparten encomiendas), y las demás gobernaciónes y provincias antes de la creación de la Real Audiencia de los Confines en 1542

Pedro de Alvarado salió bien en sus gestiones ante la corte de Madrid. Se le permitió continuar en ejercicio del gobierno de Guatemala por siete años más. A su regreso, desembarcó en Puerto Caballos con su tropa en un viaje que demoró como veinticinco días. De allí salió para San Pedro Sula con rumbo a Gracias. 
Antes de llegar a destino, se reunió con el obispo electo Cristóbal de Pedraza quien había sido nombrado por el gobierno español para mediar entre Alvarado y Montejo. Este último había desposeído a la gente de Alvarado de sus tierras, además de tener que resolverse la situación sobre la gobernación de Honduras.
Ambos gobernadores se reunieron en Gracias, y llegaron a un acuerdo sobre la disputa de Honduras. Pedro de Alvarado le cedió a Montejo la gobernación de Chiapas y las encomiendas de Suchimilco en Nueva España, debiendo además Alvarado pagar dos mil pesos que Montejo debía a varias personas en Honduras.
Pedro de Alvarado le escribió al rey y le expuso, la conveniencia de que la gobernación de Honduras estuviese unida a la de Guatemala. Alvarado le aseguro al Rey que Honduras podría dar más de cien mil pesos por año al tesoro real, ya que nada producía en el estado, en que se encontraba.
Francisco de Montejo por su parte, también le escribió al rey, "pero en sus cartas, acusaba de parcial al Obispo Pedraza y le dice que solo cediendo a la fuerza había dejado la gobernación de Honduras, que Alvarado con su llegada todo lo ha revuelto y le pide que no apruebe el convenio. Se le dio más crédito a Alvarado y el Rey contra lo pedido por Montejo aprobó dicho convenio y entonces la gobernación de Honduras se anexó a la de Guatemala".